# 木村耕二
木村 耕二（きむら こうじ・1992年10月30日 - ）は、日本の俳優である。東京都出身。身長172cm。
2012年〜2014年までダンスボーカルグループを組んでおり作曲は、荒木真樹彦で、詞は全曲本人が作詞。
2014年春より俳優業を再開。

## 人物・来歴
- 12歳（中学一年生）の時ホリプロ・インプルーブメント・アカデミー所属。
- 14歳〜15歳の時、CMファブリーズでレギュラー
- 2008年公開の『きみの友だち』三好役で映画デビュー。同年、映画『斬〜KILL〜』で師直役として深作健太監督作品に出演
- 2011年、フリーに転向。俳優、音楽活動を平行。
- 2012年6月〜2014年6月まで、ダンスボーカルグループで活動
- 2014年春〜本格的に俳優業を再開。

## 出演

### テレビ

#### ドラマ
- high&low 鬼邪高生役(2015)

#### CM
- ファブリーズ レギュラー(2007-2008)
- 明光義塾 (2007)

### 映画
- 真夏のE♭(2007年) - 橋本役
- きみの友だち（2008年） - 三好役
- 斬〜KILL〜（2008年）「こども侍」- 師直役
- 脳漿炸裂ガール(2015年)

### PV
- QUATTRO「Loyal Isolation」
- xChange 「shall we」出演兼監督

### 舞台
- ATSUSHI(2014年8月、本多劇場グループB1、匡役)
- 湯もみガールズ(2014年11月、シアター風姿花伝、演出:高梨由、大谷役)
- HYSTERIC6(2014年12月、渋谷CBGK、演出:ヨリコジュン、吉田守男役)
- Little Fandango(2015年8月、池袋あうるすぽっと、演出:西田大輔、フランク・コー役)
- 東京未来予想(2015年9月、中野ザ・ポケット、西崎拓海役)
- パンケーキとオムライス(2016年5月、シアター711、宇津木修役)